# کلیسای مریم مقدس (بانانتس)
کلیسای مریم مقدس (بانانتس) (ارمنی: Սուրբ Աստվածածին եկեղեցի (Բանանց)؛ ) یک کلیسا متعلق به کلیسای حواری ارمنی واقع در شهر بانانتس، شهرستان داش‌کسن جمهوری آذربایجان می‌باشد. ساخت و ساز این ساختمان در سده ۱۹ام میلادی؛ به پایان رسید. این بنا به سبک معماری ارمنی طراحی شده است.